# کانوا ایگاراشی
کانوا ایگاراشی (انگلیسی: Kanoa Igarashi؛ زادهٔ ۱ اکتبر ۱۹۹۷) موج‌سوار اهل ژاپن-ایالات متحده آمریکا است.